# 策略 (國際象棋)
國際象棋的策略包含評估局面、設立目標、為遊戲的後半局擬定長期的戰術。評估局面時，棋手必須考慮到棋子的價值、兵形、王是否安全、棋子的佈署、是否控制重要的格子、對角線與開放線的掌控，還有對手的步法也必須列入考慮。
評估局面最簡單的方法就是計算雙方棋子的價值。棋子的價值是根據經驗來計算，通常兵計為一點、馬與象計為三點、車計為五點、皇后計為九點。殘局裡參與戰鬥的王可計為四點。這些基本的棋子價值可依據棋盤上不同的因素加以修正，例如棋子佈署（與位於起點的兵相比，深入敵陣的兵通常有較高的價值）、子力協調（象＋馬與成對的象相比，後者的協調性比較好）、局面的種類（馬通常比較喜歡多兵的封閉局面，而象在開放局面較能發揮作用）。
評估局面時，另一個重要的因素是兵形。由於兵是移動力最弱的棋子，兵形一旦形成就不易改變，故兵形結構影響該局面應當採用的策略。兵形中的弱點（例如孤兵、疊兵、落後兵、以及無法防禦的漏洞），一旦產生就難以復原，所以要儘量避免這些弱點出現在己方陣營。